# 四国高速バス

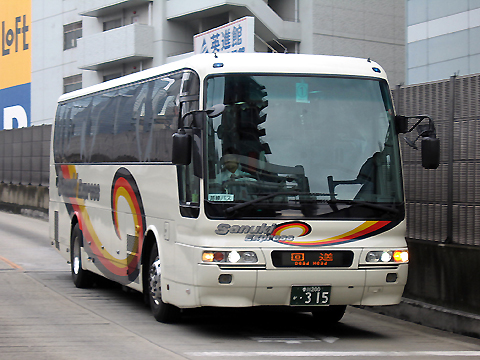
エアロバス さぬきエクスプレス福岡号 撮影:福岡天神

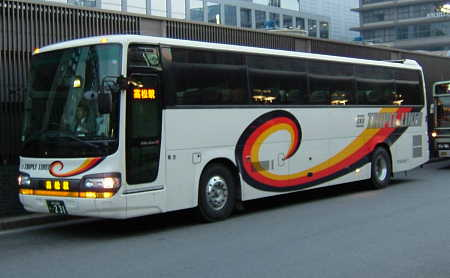
セレガR 高松エクスプレス京都号 撮影:京都駅前

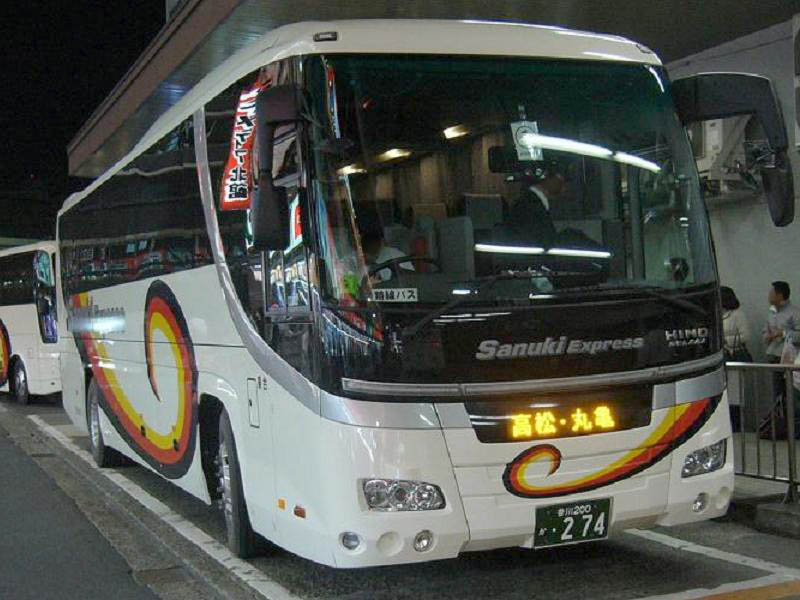
新セレガ ハローブリッジ号 撮影:新宿高速バスターミナル

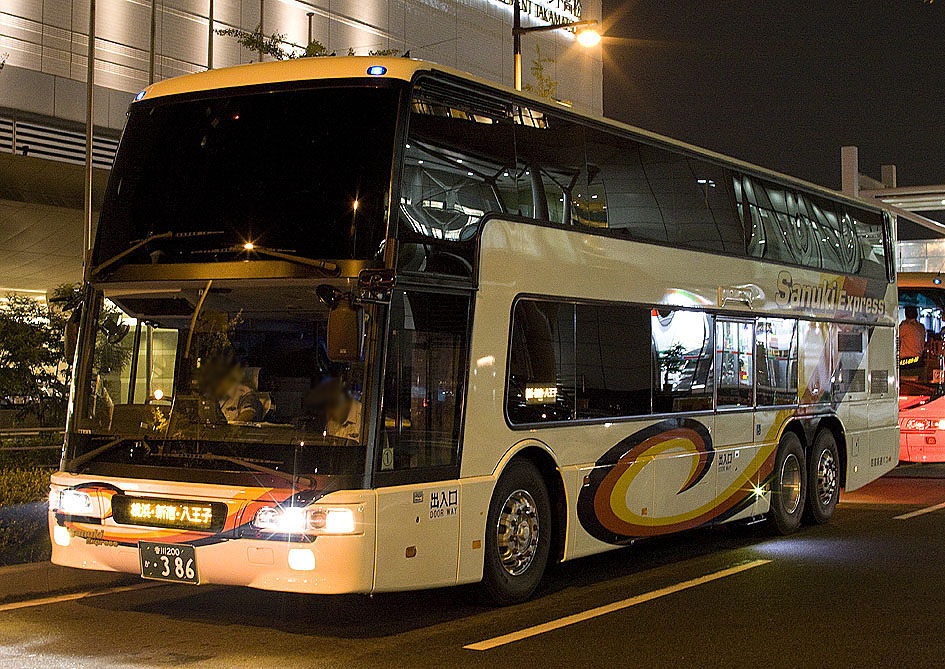
エアロキング ハローブリッジ号

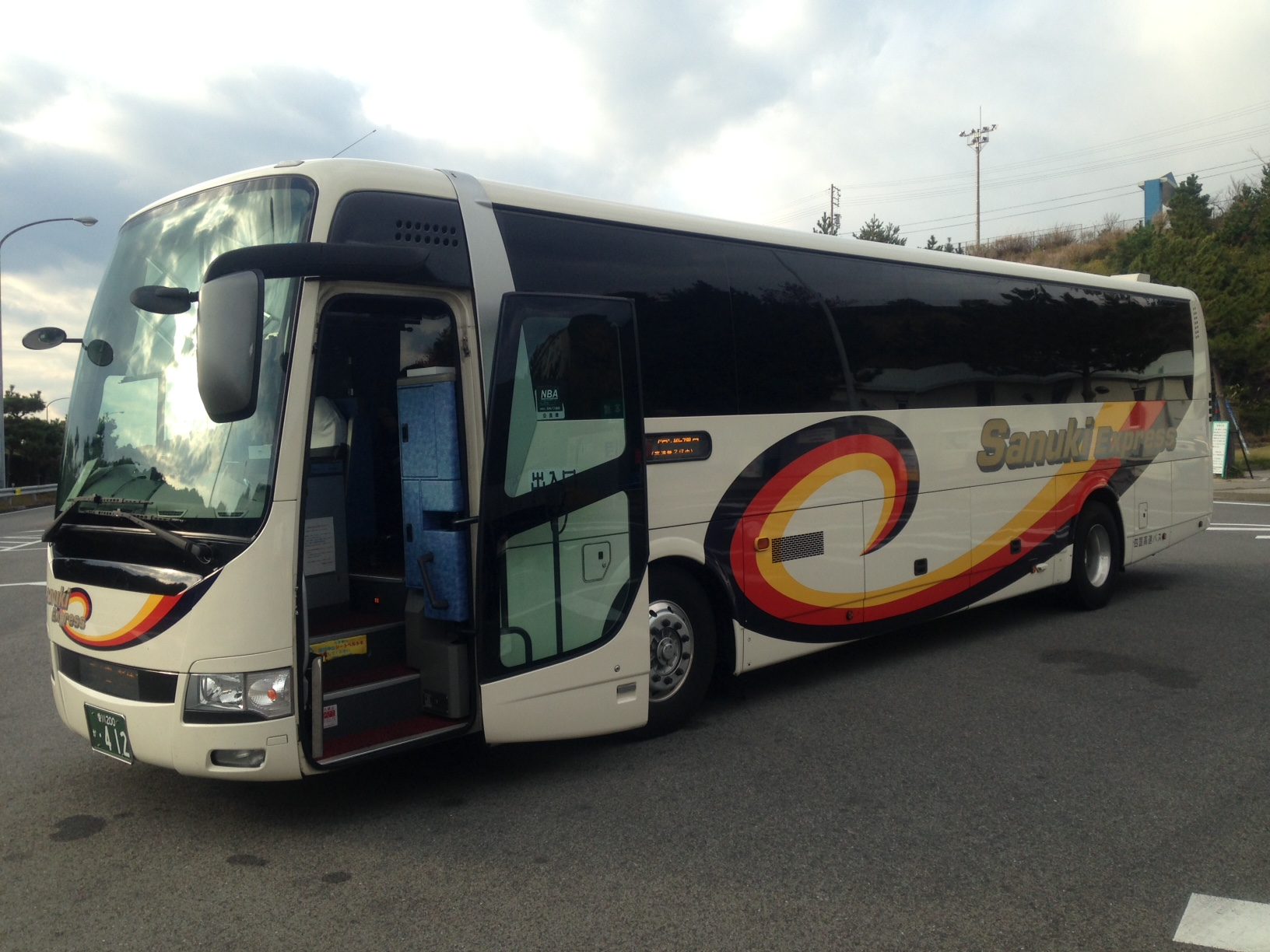
エアロエース さぬきエクスプレス神戸 撮影:緑パーキングエリア

四国高速バス株式会社（しこくこうそくバス）は、香川県高松市に本社のある高速バス専業のバス会社である。愛称は四高バス（よんこうバス）。

## 概説
1988年（昭和63年）の瀬戸大橋開通を期に、香川県の路線バス事業者であるコトデンバス（現在のことでんバス）・琴平参宮電鉄・大川自動車が香川県と他県を結ぶ都市間高速バスの検討を行ったが、香川県の人口規模を勘案すると各社が独自に高速バスを運行することは難しいと判断し、3社が資本金の3分の1ずつを出資して設立した「長距離高速バス専業」の会社である。設立にあたっては、コトデンバス出身の白川統人が、バス2台、乗務員5名という前例のない小規模企業による運行免許取得 に主導的役割を果たしたという。開業当初の車庫はコトデンバス新橋車庫（高松市福岡町）を貸借していた。
当初の出資3社のうち、琴平参宮電鉄は2009年4月1日にバス事業を大川自動車の子会社である琴参バスに事業譲渡した（その後特別清算）が、琴平参宮電鉄保有の四国高速バス株式の扱いは一旦琴参バスに移された後、出資比率調整のためことでんバスと大川自動車に譲渡され、現在はこの両社の折半出資となっている。また、ことでんバスが現在高松琴平電気鉄道（ことでん）の完全子会社となっている関係上、四国高速バスはことでんの持分法適用会社ともなっている。
2020年に新型コロナウイルスによる減収を補うため貸切バス事業に進出。コロナ禍においては貸切バスを走らせていたが、定期路線の運休便が復活してからは走らせていない。

## 沿革
- 1988年12月21日 - コトデンバス（現在のことでんバス）・琴平参宮電鉄・大川自動車の共同出資により四国高速バス設立。
- 1989年10月14日 - 新宿線（ハローブリッジ号）運行開始。
- 1992年
  - 7月1日 - 瀬戸大橋高速バス（同日に解散）より横浜線（トリトン号）の運行を移管。
  - 10月12日 - 高知線（黒潮エクスプレス）運行開始。
- 1994年11月17日 - 松山線（坊っちゃんエクスプレス）運行開始。
- 1996年4月15日 - 大阪線（さぬきエクスプレス）を高松・坂出 - 阪急梅田間で運行開始[2]。
- 1997年4月1日 - 松山線・高知線（坊っちゃんエクスプレス・黒潮エクスプレス）を予約不要の座席定員制に変更（先着順で満席の場合乗車不可となる）。
- 1999年
  - 9月1日 - 土佐電気鉄道・高知県交通が運行している高知 - 福岡線（はりまや号）を坂出駅前通を経由するように変更し、予約発券業務に参加。
  - 10月14日 - 香川県高松市郷東町176番地に新社屋竣工。
  - 12月20日 - 神戸線（さぬきエクスプレス神戸）を坂出・高松 - 三ノ宮間で運行開始、大阪線の愛称をさぬきエクスプレス大阪に変更。
- 2001年
  - 3月30日 - 京都線（高松エクスプレス京都号）運行開始、大阪線も明石海峡大橋経由に変更。
  - 12月20日 - 丸亀バスセンター（丸亀営業所）開設、新宿・横浜・大阪・神戸線の一部便が丸亀始発に。新宿・横浜線も明石海峡大橋経由に変更。
- 2002年
  - 4月21日 - 関西空港線（関空リムジンバス）運行開始。
  - 11月1日 - ゆめタウン高松 、高松中央インター南を開設、高松中央インター口を廃止。
- 2003年
  - 2月5日 - 丸亀・高松 - 大阪線（さぬきエクスプレス大阪）のポイントカードサービス開始。
  - 5月1日 - 横浜線（トリトン号）の運行を琴平参宮電鉄へ移管、予約発券業務のみに。
- 2004年12月15日 - 名古屋線（さぬきエクスプレス名古屋）運行開始。
- 2005年7月20日 - 高松市林町に高松中央インターバスターミナル開設、新宿・名古屋線から経由開始。出発便のみ停車。高松中央インター南は到着便のみの停車になる。
- 2006年
  - 4月1日 - 大阪線・神戸線（さぬきエクスプレス大阪・神戸）を特定日（主に土日祝日）に限りJR琴平駅まで延伸、松山線・高知線（坊っちゃんエクスプレス・黒潮エクスプレス）をインターネットによる一部予約制導入。
  - 7月1日 - 高松中央インターバスターミナルに到着便の降車バス停を設置（場所はターミナルの向かい側）。高松中央インター南は廃止。
  - 9月30日 - 大阪線（さぬきエクスプレス大阪）のポイントカードサービス終了。
- 2007年
  - 5月10日 - 高知線（黒潮エクスプレス）を高松中央インターバスターミナル、高松中央ICを経由するように変更し、高松西インター口（八幡）は廃止となる。また座席も全席座席指定制に変更される。
  - 6月16日 - 横浜線（さぬきエクスプレス横浜）運行開始(復帰。共同運行会社の相模鉄道が撤退した穴を埋めるため)し、それにあわせて愛称名「トリトン号」を変更した。
  - 7月1日 - 福岡線（さぬきエクスプレス福岡）を運行開始。高知 - 福岡線（はりまや号）は坂出駅前通を廃止し、予約発券業務を中止。
  - 7月5日 - 高松中央インターバスターミナルの待合スペースを2倍に拡張。
  - 12月1日 - 松山線（坊っちゃんエクスプレス）を全便予約定員制に変更。
  - 12月10日 - 八幡浜線（さぬきエクスプレス八幡浜）を運行開始。
- 2008年12月1日 - 新宿線（ハローブリッジ号）は横浜経由、八王子終着に経路変更。なお、前日をもって横浜線（さぬきエクスプレス横浜号）廃止。琴平参宮電鉄への予約・発券業務委託も中止。
- 2009年
  - 2月25日 - 丸亀バスセンターの高速バス専用駐車場を廃止。
  - 4月1日 - 善通寺インターバスターミナル設置。新宿線、名古屋線、阪神線、関西空港リムジンバスは、高松－丸亀間はさぬき浜街道経由から高松自動車道経由に経路変更。
  - 7月17日 - 新宿線（ハローブリッジ号）の使用車両をエアロキング（BKG-MU66JS）に変更。（1号車のみ、2016年まで。）
- 2014年 - 丸亀営業所が廃止。
- 2017年8月1日 - 徳島バスが四国高速バスに高徳エクスプレスの運行を委託[3]。
- 2020年
  - 高速バス車両のトランクを活用した法人向け小荷物輸送を開始。対象は高松-松山・高知・徳島・神戸線。
  - 10月20日 - 一般貸切旅客自動車運送事業の営業許可を取得。
- 2022年6月30日 - ゆめタウン高松高速バス利用者専用駐車場が移転。旧駐車場よりも収容台数が大幅に減少し、バス停からも遠くなった。旧駐車場の閉鎖をもってジェイアール四国バスが運営から撤退し、新駐車場は四国高速バスの単独運営となる。
- 2024年5月 - 長年社長を務めていた白川統人が死去。後任に総務部長の宮成志津江が就任[4]。

## 各営業所（車庫）所在地
高松市に本社・営業所を有するほか、複数の営業窓口を有する（下記）。
- 本社・高松営業所
  - 香川県高松市郷東町176番地
- 善通寺営業所（善通寺インターバスターミナル）
  - 香川県善通寺市原田町193-1

### 現在休止中の営業所
- 丸亀営業所（丸亀バスセンター）
  - 香川県丸亀市土器町北一丁目32番地

### 営業窓口
以下のバス停には、ジェイアール四国バスとの共同発券窓口がある。
- 高松駅
- ゆめタウン高松 - 2022年7月1日（事実上は2020年8月）より四国高速バスの単独運営。
- 高松中央インターバスターミナル - 四国高速バスの窓口は2022年6月24日より無期限休業中。

高松駅のチケットセンターには、両社それぞれの係員が常駐し、両社の販売システムに対応したチケット発行端末機（発車オ〜ライネット端末、高速バスネット端末、MARS端末）を設置。ただし、ゆめタウン高松では四国高速バスの係員は昼休みのため12:30 - 13:30に不在となる。
ゆめタウン高松・高松中央インターバスターミナルには発車オ〜ライネットと接続された自動券売機が設置。

### バスライド用駐車場
以下のバス停には、バス利用客対象の駐車場がある。乗務員から配布されるサービス券使用で、高松市内の駐車場が24時間分が無料・善通寺と丸亀の駐車場が48時間分が無料になる。
- ゆめタウン高松
旧駐車場は2022年4月1日より順次縮小し、同年6月30日17時限りで閉鎖。新駐車場はのりばの南方に設置され、同年6月29日より供用開始。
- 高松中央インターバスターミナル
- 善通寺インターバスターミナル
- 高速丸亀

## 路線
四国高速バスの乗車券は、ことでんバス・大川自動車でも予約・発券可能である。停車バス停留所などの路線の詳細は各項目参照のこと。

### ハローブリッジ号

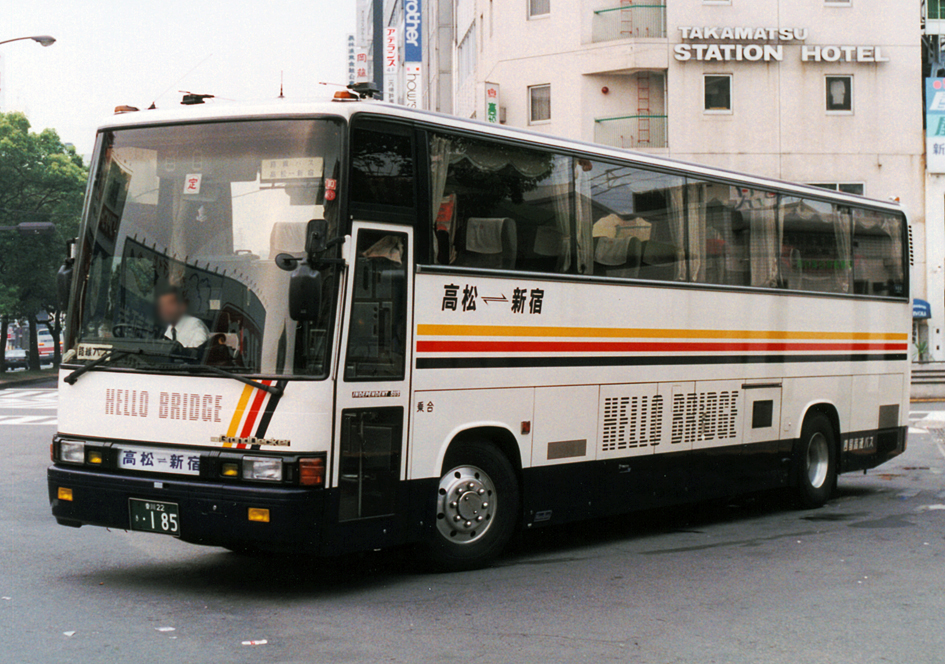
運行開始当初の四国高速バス ハローブリッジ号　日野ブルーリボングランデッカ（1992年）

丸亀市・坂出市・高松市と神奈川県横浜市、東京都渋谷区・八王子市を結ぶ夜行高速バス路線。西東京バスとの共同運行。四国高速バスが初めて手がけた路線でもある。
停車停留所
丸亀駅 - 善通寺インターバスターミナル - 坂出駅 - 高松駅高速バスターミナル - ゆめタウン高松 - ことでん伏石駅バスターミナル - 高松中央インターバスターミナル - 高速三木 - 高速志度 - 高速津田 - 高速大内 - 高速引田 - 横浜駅西口 - バスターミナル東京八重洲 - バスタ新宿 - 八王子駅北口 - 京王八王子駅
沿革
- 1989年10月14日 - 新宿高速バスターミナル - 坂出駅・高松駅間を京王帝都電鉄との共同運行で運行開始。当時の運行経路は、東京 - 首都高速4号新宿線 - 中央自動車道 - 名神高速道路 - 中国自動車道 - 播但連絡道路 - 山陽自動車道 - 岡山ブルーハイウェイ - 岡山バイパス - 瀬戸中央自動車道 - 坂出 - 高松坂出有料道路 - 高松。
- 1996年10月 - 東京側の運行会社が京王帝都電鉄から西東京バスへ移管。
- 2001年12月20日 - 神戸淡路鳴門自動車道経由にルート変更、大内（高速大内）、丸亀駅停留所を新設、 丸亀バスセンター発着となる。
- 2003年10月1日 - 東京側の運行会社が西東京バスから多摩バスへ移管。
- 2007年
  - 3月1日 - 中央道日野停留所停車開始。
  - 12月22日 - 中央道三鷹、中央道深大寺、中央道府中、中央道八王子停留所停車開始。

- 2008年
  - 9月1日 - 多摩バスの全路線バス事業撤退に伴い、東京側の運行会社が多摩バスから西東京バスへ移管・復帰。
  - 12月1日 - さぬきエクスプレス横浜廃止に伴い、丸亀・坂出・高松 - 横浜駅西口・新宿高速バスターミナル・京王八王子駅に路線変更。高速三木停留所停車開始。中央道八王子停留所廃止。

- 2009年
  - 4月1日 - 丸亀駅発着に変更。善通寺インターバスターミナル、坂出インターバスターミナル停車開始。丸亀バスセンター、JR坂出駅前停留所廃止。
  - 7月17日 - 使用車両をエアロキング（BKG-MU66JS）に変更（1号車のみ、2016年まで）。定員は2階席30人、1階席8人。

- 2010年4月1日 - 坂出インターバスターミナルへの乗り入れを廃止し、坂出駅への乗り入れを開始する。
- 2014年5月1日 - 四国高速バス便による新宿 - 八王子間の運行を終了し、新宿発着となる。西東京バス便は引き続き八王子発着となる。
- 2016年4月4日 - バスタ新宿開業に伴い乗車場所が変更。
- 2023年7月19日 - 西東京バス運行日のみ東京駅に乗り入れ開始。京王八王子駅・JR八王子駅北口・中央道日野・中央道府中・中央道深大寺・中央道三鷹の各停留所は廃止。
- 2024年12月20日 - ことでん伏石駅バスターミナル停車開始。東京駅への乗り入れを廃止し、四国高速バス便・西東京バス便双方ともバスターミナル東京八重洲への乗り入れを開始。西東京バス便のみ京王八王子駅・JR八王子駅北口への乗り入れを再開。

使用車両
三菱ふそうエアロエースが使用される。運行開始当初は日野ブルーリボングランデッカを導入しており、日野・セレガ、2代目セレガ、三菱ふそうエアロバス、エアロクィーンIが使用された時期もあった。

### さぬきエクスプレス神戸・大阪

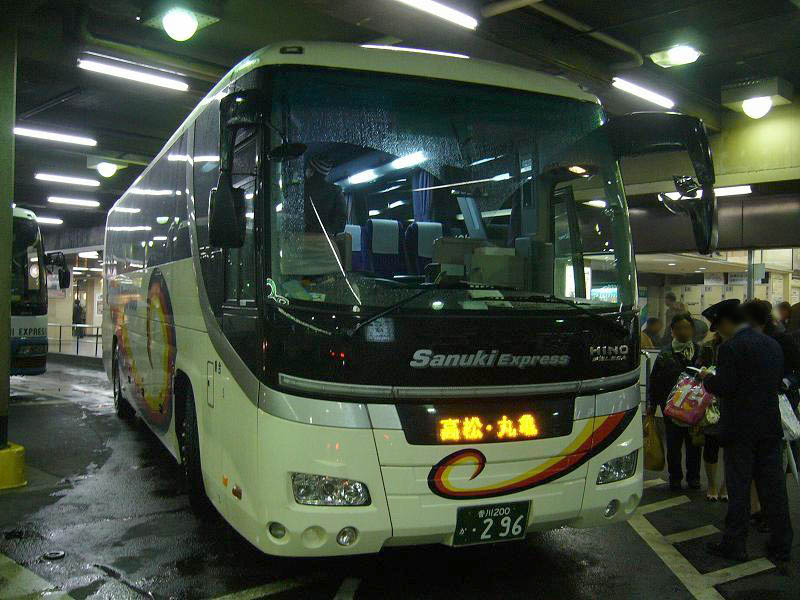
さぬきエクスプレス大阪号 丸亀発着便（2007年）

丸亀市・善通寺市・坂出市と兵庫県神戸市、大阪府大阪市を結ぶ昼行高速バス路線。運行開始から2012年まで阪急バス・神姫バス、2002年から2011年まで西日本ジェイアールバス、2002年から2017年までジェイアール四国バスとの共同運行であったが、2017年7月1日から四国高速バスの単独運行）。
四国側では高速丸亀以外の本線上のバス停に停車しないため表定速度が高く、丸亀駅前 - 高速舞子間の所要時間は走行距離の短い高松駅前 - 高速舞子間と同じ2時間23分に設定されている。  
停車停留所
丸亀駅 (01) - 丸亀競技場東 - 善通寺インターバスターミナル (31) - 高速丸亀 - 高速舞子 (15) - 三宮バスターミナル (17) -（ユニバーサル・スタジオ・ジャパン (USJ) (22)） - 湊町バスターミナル (OCAT・JRなんば駅) (19) - 阪急三番街高速バスターミナル (大阪梅田駅)(20)
- 休憩は室津パーキングエリア。
- カッコ内の番号は駅コード。
- ユニバーサル・スタジオ・ジャパンは一部便のみ停車。

沿革
- 1996年4月15日 - 四国高速バスと阪急バスが2社共同で「さぬきエクスプレス」の運行を開始。当時の運行ルートは瀬戸大橋経由・阪急梅田駅(当時) - 新大阪駅 - 千里中央BT - 坂出駅 - 高松駅。
- 1999年12月20日 - 四国高速バスと神姫バスが2社共同で「さぬきエクスプレス神戸／ハーバーライナー(高松・坂出系統)の運行を開始。こちらは運行当初から明石海峡大橋経由。四国高速バスは大阪発着便の愛称を「さぬきエクスプレス大阪」に変更。
- 2001年3月30日 - 「さぬきエクスプレス大阪」の運行ルートを明石海峡大橋・大鳴門橋経由の大阪 - 高松駅 - 丸亀駅に変更し、「さぬきエクスプレス神戸／ハーバーライナー」も含めて「丸亀駅」停留所を新設・「坂出駅」停留所を廃止。
- 2002年
  - 4月27日 - 「さぬきエクスプレス大阪」と四国旅客鉄道(当時・現在のジェイアール四国バス)と西日本ジェイアールバスのJRバス2社が運行する「高松エクスプレス大阪号」の共同運行を開始。「高松エクスプレス大阪号」の一部便を丸亀駅発着に変更。
  - 11月1日 - 「さぬきエクスプレス神戸／ハーバーライナー」とJRバス2社が運行する「高松エクスプレス神戸号」の共同運行を開始。「高松エクスプレス神戸号」の一部便を丸亀駅発着に変更。

- 2009年
  - 4月1日 - 高松発着便と丸亀発着便が一部を除いて分離。同日にJRバス2社が「観音寺エクスプレス大阪号」、「観音寺エクスプレス神戸号」を運行開始し、共同運行となる。
  - 10月1日 - 丸亀・観音寺発着便の高松経由を廃止、すべて直通便となる。

- 2010年7月1日 - 坂出駅（中国銀行前）に停車。
- 2012年4月1日 - 「さぬきエクスプレス」・「ハーバーライナー」（丸亀系統）から阪急バスと神姫バスが撤退（それぞれ大阪側、神戸側の予約・発券・運行支援業務は継続）し、四国高速バスの単独運行となる。丸亀発着便は全便大阪発着・神戸立ち寄りとなり「さぬきエクスプレス神戸・大阪号」に改称。瀬戸大橋経由便および坂出駅（中国銀行前）停留所を廃止。8往復（大阪発着6+神戸発着2）から7往復へ事実上の減便。
- 2013年10月1日 - 「丸亀競技場東」停留所を新設。
- 2014年7月16日 - 「高速丸亀」停留所での客扱いを開始。上り便（大阪行）の大阪市内の停車順を変更。
- 2017年6月30日 - この日で「観音寺エクスプレス号」との共同運行の終了及び、「坂出インターバスターミナル」への立ち寄り廃止。
- 2019年10月21日 - 土日祝のみ運行していた1往復を通年運行に変更。

使用車両
日野セレガ (2代目)もしくは三菱ふそう・エアロエースの後部トイレと無料Wi-Fiスポットを装備した独立3列シート車（ただし最後部トイレ横のみ2人がけのシート）が使用される。以前は日野ブルーリボングランデッカ、セレガ (初代)、セレガR、三菱ふそうエアロバス、エアロクィーンIが使用された時期もあった。

### さぬきエクスプレス福岡

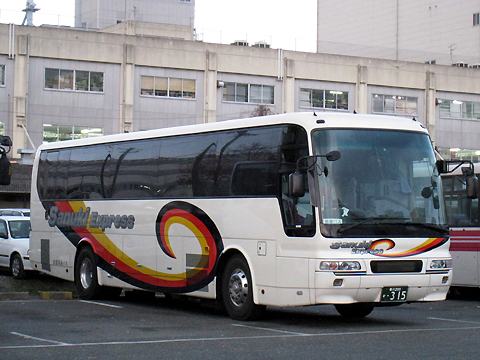
さぬきエクスプレス福岡号

丸亀市・坂出市・高松市と福岡県北九州市・福岡市を結ぶ夜行高速バス路線。。2007年7月1日運行開始。運行開始時は、西鉄高速バスとの共同運行であったが、2018年4月1日から単独運行となった。
運行経路・停車停留所
太字は停留所または途中休憩地点。福岡県内のみ及び香川県内のみの利用不可。
- 西鉄天神高速バスターミナル - 博多バスターミナル - 呉服町出入口 / 博多駅東出入口 - （福岡都市高速2号線・1号線・4号線） - 福岡IC - （九州自動車道） - 八幡IC - （北九州都市高速4号線） - 足立出入口 - 小倉駅前 - 富野出入口 - （北九州都市高速4号線） - 門司IC - （関門橋） - （中国自動車道・山陽自動車道・瀬戸中央自動車道） - 坂出北IC - 坂出駅 - 丸亀駅 - 善通寺インターバスターミナル - 善通寺IC - （高松自動車道） - 高速丸亀 - 高松中央IC - 高松中央インターバスターミナル - ゆめタウン高松 - 高松駅高速バスターミナル
高松行きは呉服町出入口経由、福岡行きは博多駅東出入口経由。
高松行きはめかりPAおよび鴻ノ池SAで休憩する。福岡行きは鴻ノ池SAおよび壇之浦PAで休憩する。
高松・丸亀発福岡着便を利用の際、西鉄イン小倉の大浴場を300円、西鉄ホテル クルーム博多（旧西鉄イン博多）の大浴場を400円、セントラルウェルネスクラブ 天神ソラリア店を560円で利用できる特典がある（西鉄イン及び西鉄ホテル クルームは小倉もしくは博多バスターミナル下車時に運転手から、セントラルウェルネスクラブは下車後西鉄天神高速バスターミナルの高速バス乗車券発券所（受付）で利用券をもらう）。西鉄高速バスが2018年3月31日で撤退したのに伴い、同日でこれらの特典サービスを終了し、翌4月1日からは引野口及び砂津は通過となった。

使用車両
三菱ふそうエアロエース ハイデッカー独立3列シートで運行。坂出駅で乗務員が交代する。

### さぬきエクスプレス名古屋

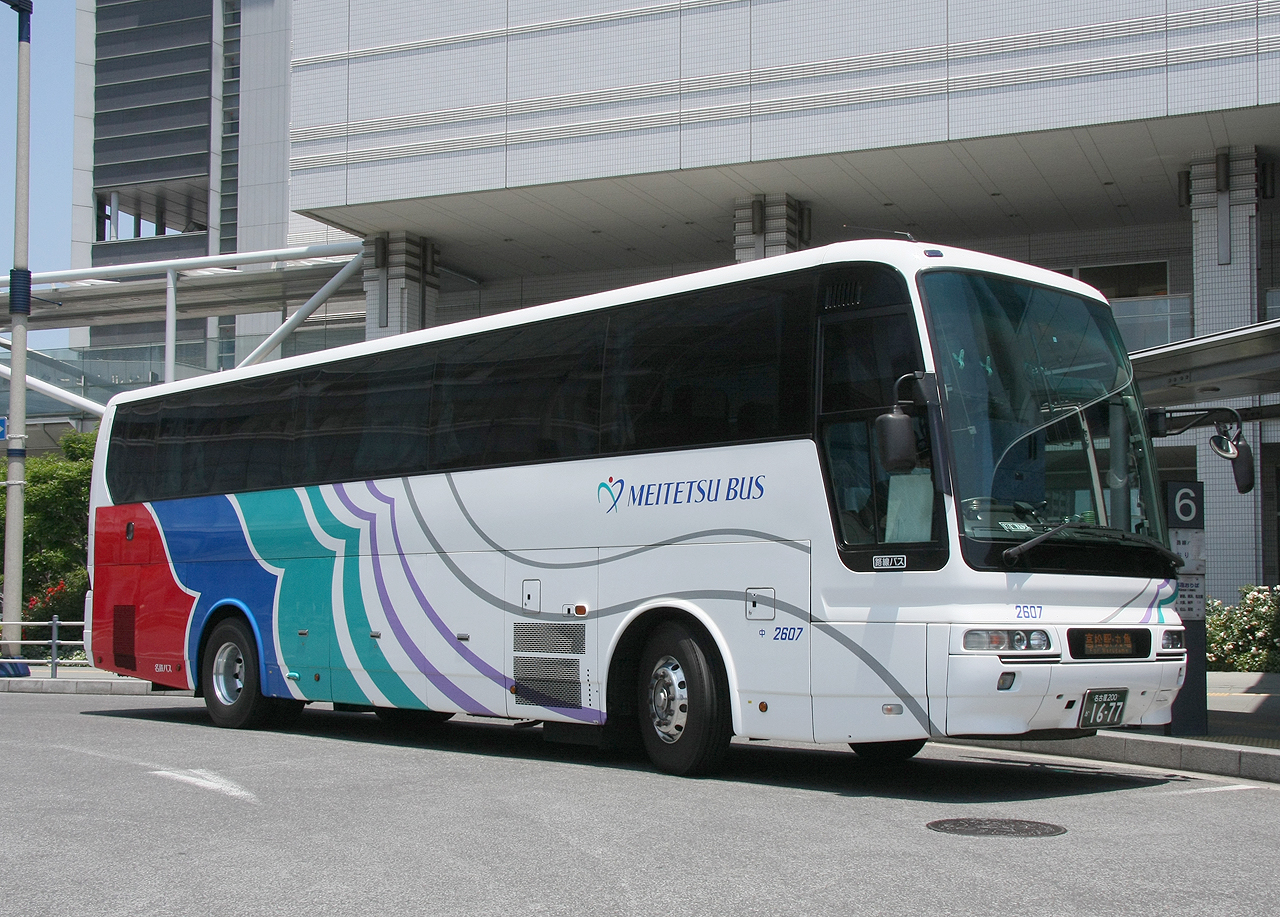
かつてさぬきエクスプレス名古屋を共同運行していた名鉄バス

丸亀市・坂出市・高松市・徳島県鳴門市と愛知県名古屋市を結ぶ夜行高速バス路線。四国高速バスの単独運行だが、名古屋側の運行支援を名鉄バスが行っている。
運行経路・停車停留所
丸亀駅 - 善通寺インターバスターミナル - 坂出駅 - 高松駅高速バスターミナル - ゆめタウン高松 - 高松中央インターバスターミナル - （高松自動車道） - 高速三木 - 高速志度 - 高速津田 - 高速大内 - 高速引田 - 鳴門西 -（神戸淡路鳴門自動車道・山陽自動車道・中国自動車道・名神高速道路・新名神高速道路・東名阪自動車道・名古屋高速5号万場線・名古屋高速2号東山線）- 名鉄バスセンター
- 休憩は大山田パーキングエリア（名古屋発）、室津パーキングエリア（香川発）。
- 2021年1月1日からとさでん交通のドラゴンライナー（高知～京都・名古屋）が運行を休止したことにより、同年11月1日より本路線と黒潮エクスプレス（高松 - 高知）を乗り継いで名古屋と高知を行き来できる乗継取り扱いを開始。その後ドラゴンライナーは同年12月31日をもって廃止された。

沿革
- 2004年12月15日 - 四国高速バス単独で運行開始。当初から名古屋側の予約・発券を名鉄バスに委託していた。
- 2007年3月1日 - 名鉄バスが運行に参入。
- 2008年6月6日 - 名鉄バスセンター - 草津JCT間を東名阪自動車道・新名神高速道路経由に変更。
- 2011年6月1日 - 坂出インターバスターミナルから坂出駅へ停車停留所を変更。また、高松駅 - 丸亀駅間の名鉄バス担当便の乗務を四国高速バスの担当に変更。
- 2013年4月1日 - 名鉄バスが運行から撤退し、四国高速バス単独運行となり、昼行便が廃止。
- 2021年12月1日 - 高速淡路志知停留所停車開始。乗客向けトイレ休憩回数を深夜・早朝の2回から深夜のみの1回へ変更。
- 2025年3月1日 - 高速淡路志知停留所停車終了。

### その他の路線（運行中）
- 高松エクスプレス京都号（高松 - 京都 昼行6往復、京阪バス・JR四国バス・西日本JRバスと共同運行）
- さぬきエクスプレス大阪（高松 - 大阪 昼行32往復、阪急バス・JR四国バス・西日本JRバスと共同運行）
- さぬきエクスプレス神戸（高松 - 神戸 昼行20往復、神姫バス・JR四国バス・西日本JRバスと共同運行）
- 関西空港リムジンバス（高松 - 関西国際空港 昼行6往復、JR四国バス・関西空港交通・南海バスと共同運行）
- 坊っちゃんエクスプレス（高松 - 松山 昼行15往復、伊予鉄バス・JR四国バスと共同運行）
- 黒潮エクスプレス（高松 - 高知 昼行13往復、JR四国バス・とさでん交通と共同運行）
- 高徳エクスプレス（高松 - 徳島 昼行12往復、大川自動車と共同運行（徳島バスから運行委託））※2017年7月31日までは発券業務のみを担当。

### 廃止路線

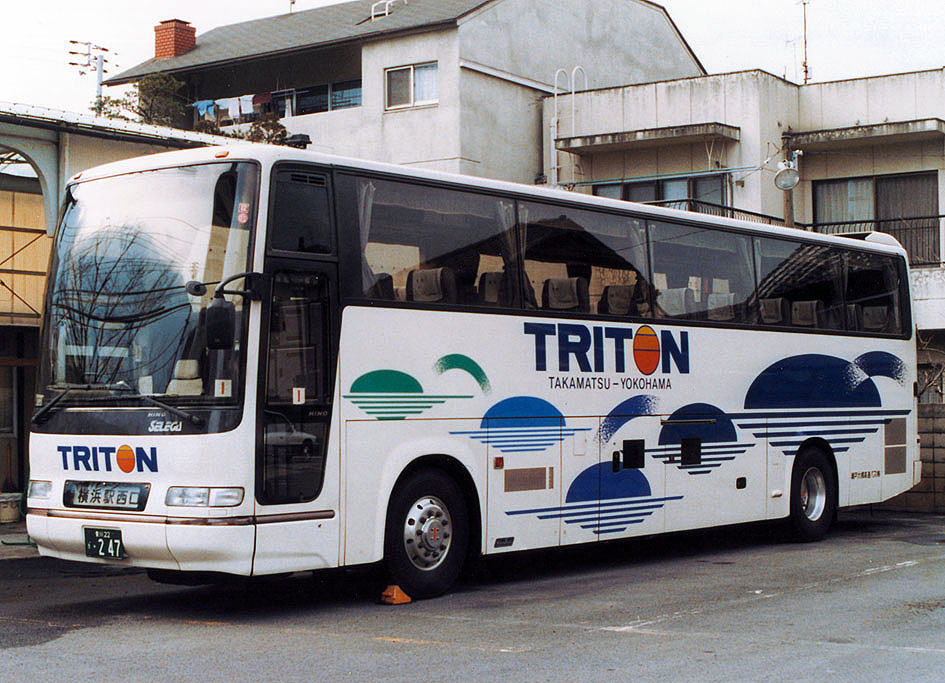
運行開始当初の瀬戸大橋高速バス トリトン号専用車両 日野セレガGD（1991年）

- さぬきエクスプレス横浜号
丸亀市・坂出市・高松市と神奈川県横浜市を結んでいた夜行高速バス。1990年にトリトン号の愛称で相模鉄道と瀬戸大橋高速バスの共同運行により運行を開始し、数回の運行形態変更を経て2008年まで運行された路線であり、ハローブリッジ号と実質的に系統統合される形で路線廃止となった。
  - 沿革
    - 1990年12月21日 - 相模鉄道と瀬戸大橋高速バスの共同運行でトリトン号として運行開始。当初の運行経路は相鉄高速バスターミナル・横浜駅西口 - （保土ヶ谷バイパス - 横浜新道 - 東名高速道路 - 名神高速道路 - 中国自動車道 - 播但連絡道路 - 山陽自動車道 - 岡山ブルーハイウェイ - 岡山バイパス - 瀬戸中央自動車道） - 坂出駅 - （高松坂出有料道路） - 高松駅
    - 1992年7月1日 - 瀬戸大橋高速バスの解散に伴い、相模鉄道と四国高速バスの共同運行に移行[8]。
    - 2001年12月20日 - 神戸淡路鳴門自動車道経由にルート変更、大内（高速大内）、丸亀駅停留所を新設、丸亀バスセンター発着となる。
    - 2003年5月1日 - 相模鉄道と琴平参宮電鉄の共同運行へ移行（四国高速バスが撤退、琴参バスが参入）。
    - 2007年6月16日 - 琴平参宮電鉄と四国高速バスの共同運行へ移行（相模鉄道が運行業務から撤退、予約・発券業務は引き続き受託。四国高速バスが再参入）。相鉄高速バスターミナル乗り入れを廃止し、名称をさぬきエクスプレス横浜に変更。
    - 2008年
      - 8月31日 - 相模鉄道の高速バス事業撤退に伴い、相鉄の予約・発券業務が終了。
      - 12月1日 - 路線廃止、ハローブリッジ号が横浜駅経由となることで実質的に系統統合。

  - 使用車両
    - 運行開始当初は専用塗装の日野セレガGD独立3列シート（最後列のみ4列シート）車両を導入し、運行が四国高速バスに移った際、その車両を引き続き使用した。その後、トリプルライナー色の日野セレガGD独立3列シート（最後列のみ4列シート）車両とエアロクィーンI独立3列シート（最後列のみ4列シート）車両を導入した。2005年ごろからは、原則三菱ふそうエアロバスまたはエアロクィーンI・独立3列シート（最後列のみ4列シート）車両が使用されていた。
- さぬきエクスプレス八幡浜（高松 - 八幡浜 昼行3往復、伊予鉄南予バスと共同運行） - 2010年4月1日廃止

以下の路線は予約・発券業務のみ行っていた。
- さぬきライナー（福山 - 高松、中国バス運行）
- はりまや号（福岡 - 坂出 - 高知、とさでん交通運行） - 路線自体は2017年10月まで存在したが、香川県内には停車しなくなったことから取扱い終了。

## 車両

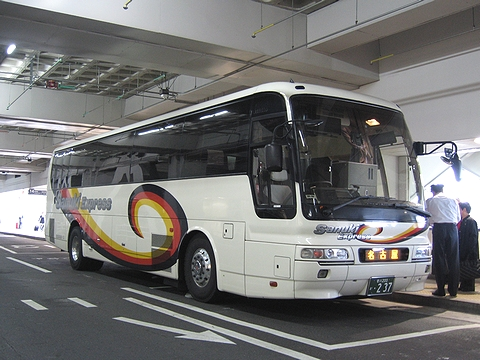
さぬきエクスプレス名古屋（四国高速バス）

高速路線バス専業事業者であったため、2020年までは高速バスタイプ車両のみが在籍していた。メーカーは三菱ふそうと日野で、路線網拡大や利用者増加、増備時の事情にあわせて車両の増備を行っているため、車種だけではなく内装の違いなどの差異も多いが、大半の車両は固定窓である。
次の6タイプに大別される。
- 東京・福岡・名古屋・高知線（一部）・徳島線（一部）用

3列シート　センタートイレ　乗務員仮眠室あり
- 丸亀－神戸大阪線・神戸線（一部）・高知線（一部）・徳島線（一部）・松山線（一部）用

3列シート　リアトイレ　乗務員仮眠室なし
- 関西空港リムジンバス専用車

4列シート　リアトイレ　直結クーラー式のエアポートリムジン仕様　出入口横に"Airport Limousine"のロゴが入る。この車種は固定窓でない。
- その他路線用車両

4列シート　リアトイレ　
3列+4列シート　リアトイレ
5列目から4列になる36人乗り。丸亀－神戸・大阪線用として導入されていたが、現在は松山線（一部）で運行されている。
車両へのこだわりが強いことで知られている。新型セレガやエアロエースでフラットな客室床が標準となる以前から、フラットな客室床の採用していた車両が存在する。他にも、カーペットを敷き詰めた客室、センタートイレや固定窓車両の導入、カーナビゲーションシステム搭載などのこだわりが見られていた。しかし、大阪線の大量増発に伴う増備前後から、競合バス会社の参入による価格競争の勃発（高松エクスプレス）もあり、一部車両はコスト重視となり、ハイデッカー車・リアトイレの採用など低コスト化も図られたものもある。その一方、日本バス協会の「高速バスにおけるバリアフリー対応」として推奨された車内案内表示装置はブラウン管またはLCD式のディスプレイ型装置(FM文字放送受信対応)をほとんどの車両に備えている。
新型車両の導入も早く、新型セレガやエアロエースも登場まもなく増備された。
車両の外装は、当初はアイボリーに、3色の帯（四国高速バスの出資3社の各社のイメージカラー）が直線に入り、新宿線の愛称"HELLO BRIDGE"のロゴが入るデザインだったが、松山線（坊っちゃんエクスプレス）開業用に導入された車両からは、アイボリーに3色の帯が渦状にデザインされ、車両後部に "TRIPLE LINER" のロゴが入ったものに変更されている。この "TRIPLE LINER" は愛称ではなく、四国高速バスの出資3社をイメージしていた。その後、"Sanuki Express" ロゴに加え、同社のキャラクターマスコットらぴっとくんがデザインされた車両も登場している。
2020年末に導入された貸切車は地色がイエローに変更されている。側面には前方の「貸切」とリアタイヤ横の社名表記以外の文字が全くなく、通常「Sanuki Express」が入るリアガラス下には「YONKOU」の文字が入っている。

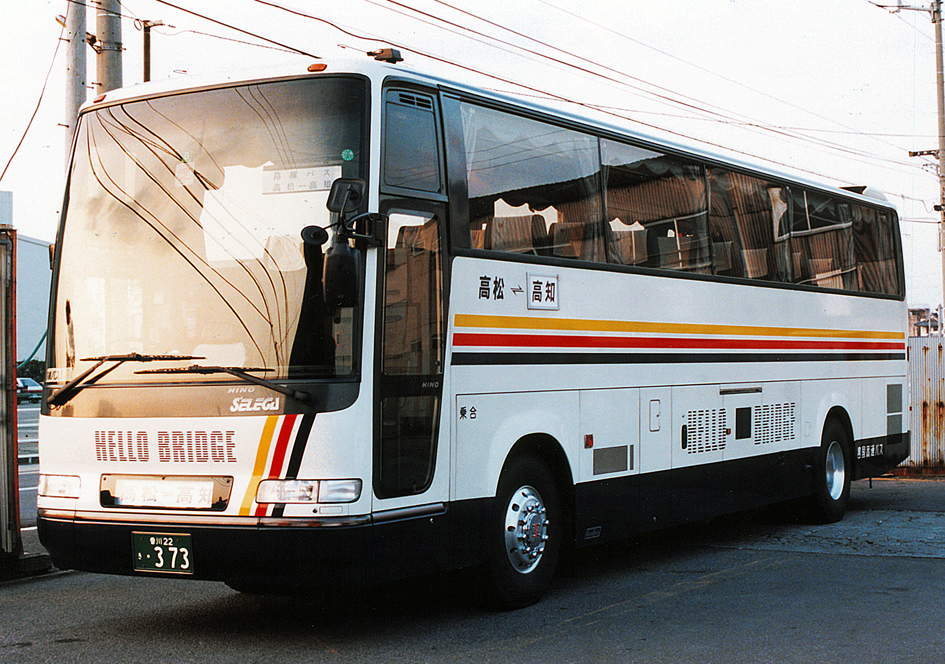
HELLO BRIDGE セレガGD 新宿線・高知線用（1993年）
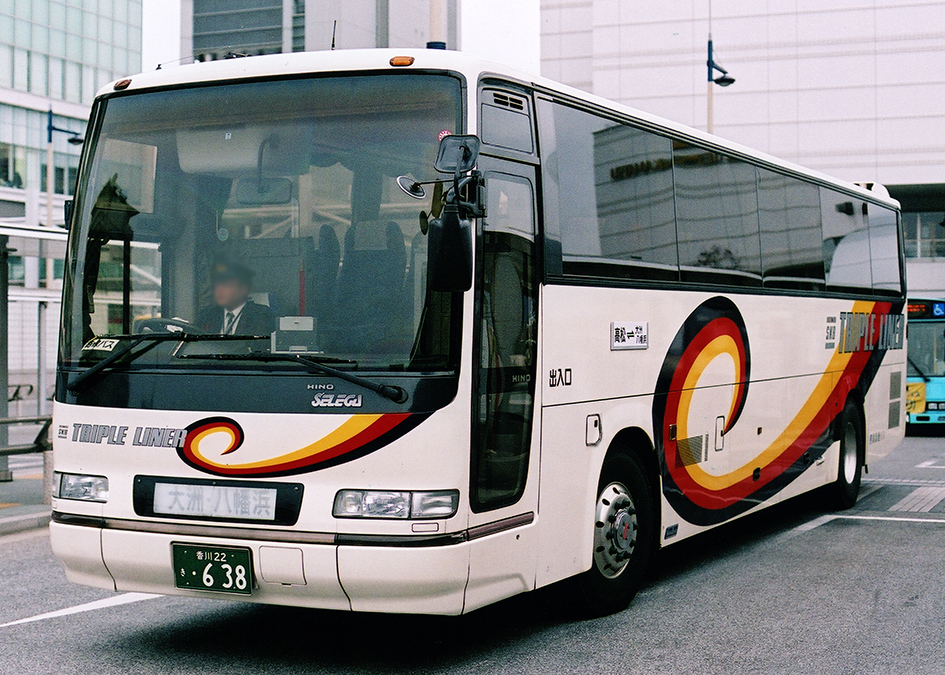
TRIPLE LINER セレガFD 4列シート（3列＋4列シートから改造）センタートイレ車（2008年）

## 備考
- 四国高速バスの株主であるバス会社3社が設立した高速バス会社としてはすでに瀬戸大橋高速バスがあったが、同社は瀬戸大橋開通で影響を受けたフェリー会社（関西汽船・加藤汽船[注 5] が中心）も出資しており、船舶会社の離職者対策会社という性格を持っていた。このことから路線展開に何らかの不都合があったため、株主からフェリー会社をはずした四国高速バスを新たに設立したと見られるが、真相は不明である。
- 四国高速バスの予約センターの受付時間は8:00 - 19:00であるが、株式会社工房の発車オ〜ライネットのサービスの一部として提供している音声認識式電話自動予約システムを導入して営業時間外でも予約受付できるようにした。

### 注記
1. ↑  乗合バス事業が免許制から許可制へ移行するのは2002年2月の「改正道路運送法」施行後のこと。
2. ↑  降車場所については、2016年5月8日丸亀駅出発便までは従来通り新宿駅西口であった。
3. ↑  ※画像は高松発着便と丸亀発着便が分離、大阪発着便と神戸発着便が統合される以前のもの
4. ↑  阪急バスの運行支援業務及び大阪発着の乗車券発券業務と、神姫バスの神戸発着の乗車券発券業務は継続中。
5. ↑  この2社は、後に競合企業となる高松エクスプレス（フットバス）を設立している。その後同社は加藤汽船の完全子会社となって現在に至る。